# Vampire (2011)
Vampire is een horrorfilm uit 2011 geschreven en geregisseerd door Shunji Iwai. Hoofdrollen worden gespeeld door Kevin Zegers, Keisha Castle-Hughes en Amanda Plummer.

## Verhaal
Simon is leraar biologie die zijn moeder, een alzheimerpatiënte, verzorgd. Wat niemand weet, is dat Simon denkt een vampier te zijn. Via diverse online datingsites zoekt hij vrouwen op die suïcidaal zijn. Na een date vermoordt hij hen om hun bloed te drinken. Een van deze slachtoffers, Laura, achterhaalt dat Simon zijn moeder bewust opsluit. Het wordt nog meer gecompliceerd nadat Simon de gewelddadige Renfield ontmoet: een man die ook denkt vampier te zijn. 

## Rolverdeling
| Acteur               | Personage     |
| -------------------- | ------------- |
| Kevin Zegers         | Simon         |
| Keisha Castle-Hughes | Jellyfish     |
| Amanda Plummer       | Helga         |
| Trevor Morgan        | Renfield      |
| Adelaide Clemens     | Ladybird      |
| Yû Aoi               | Mina          |
| Kristin Kreuk        | Maria Lucas   |
| Rachael Leigh Cook   | Laura King    |
| Jodi Balfour         | Michaela      |
| Katharine Isabelle   | Lapis Lazuli  |
| Mandy Playdon        | Stella Snyder |

## Prijzen en nominaties
- Grand Jury Prize for World Cinema - Dramatic - Sundance Film Festival: nominatie
- Festival Prize - Strasbourg International Film Festival - gewonnen
- Special Mention for Feature Film - Fantasia Film Festival 2011 - gewonnen[2]